# Louise Lasser
Louise Lasser (* 11. dubna 1939 New York) je americká herečka. Jejím otcem byl daňový expert S. Jay Lasser, autor série daňových průvodců Everyone's Income Tax Guide. V letech 1966 až 1970 byla manželkou Woodyho Allena. Hrála v jeho filmech Seber prachy a zmiz (1969), Banáni (1971), Men of Crisis: The Harvey Wallinger Story (1971), Všechno, co jste kdy chtěli vědět o sexu (ale báli jste se zeptat) (1972) a Vzpomínky na hvězdný prach (1980) a její hlas se vyskytuje také v jeho filmu What's Up, Tiger Lily? (1966). Kromě samotného hraní se věnovala vyučování hereckých technik a vedla své vlastní herecké studio.